# Gurvand z Rennes
Gurvand, Wrhwant, Gurwant lub Gurwent (łac. Vurfandus, zm. 876), książę Bretanii w latach 874-876, konkurent Paskwetena z Vannes.

## Życiorys
Gurvand był członkiem spisku, który doprowadził do zamordowania księcia Salomona w 874 r. Wkrótce potem rozpoczął wojnę domową z innym uczestnikiem spisku, Paskwetenem. Udało mu się uzyskać silne oparcie w północno-zachodniej Bretanii z ośrodkiem w Rennes. W 874 r. na czele 200 ludzi walczył z wikingami. Zmarł w 876 r.
Jego żoną była córka księcia Erispoe. Miał z nią dwóch synów i córkę. Córka poślubiła Berengara z Rennes. Jeden z jego synów, Judicael, kontynuował walkę o tron Bretanii z bratem Paskwetena (który również zmarł w 876 r.), Alanem.